# Вологодский городской ломбард
Волого́дский городско́й ломба́рд — первый ломбард в России. Открыт в Вологде в 1888 году по инициативе предпринимателя и мецената Х. С. Леденцова. Его устав стал образцом при создании ломбардов в других городах России.
Первоначально размещался в здании Вологодской городской думы, затем — в отдельном здании рядом с ней. В годы Гражданской войны постановлением местной власти закрыт, а его имущество — национализировано.

## Открытие
Решение об открытии в Вологде ломбарда было принято на собрании Вологодской городской думы 14 марта 1885 года. На нём глава городской думы Христофор Леденцов предложил учредить в Вологде городской ломбард и избрать комиссию для выработки проекта его устава.

«…Я считаю предметом существенной важности и безотлагательной необходимости учреждение при Городском Общественном Банке кассы ссуд или городского ломбарда. Учреждение такого ломбарда имело бы своею задачею если не уничтожить, то по крайней мере значительно уменьшить ростовщичество, достигающее у нас громадных размеров, было бы благодетельно для всего нуждающегося городского населения и вызвало бы признательность и благодарность последнего.»
Из речи Х. С. Леденцова на собрании Вологодской 
 городской думы 14 марта 1885 года.

Первоначально очень остро стоял вопрос об учреждении основного капитала ломбарда, поскольку у городской казны на это не хватало денег. В этих условиях Х. С. Леденцов отказался от денежного жалования главы городской думы, а высвободившиеся деньги (6162 руб. 67 коп.) направил на учреждение ломбарда. В сентябре 1885 года комиссия по выработке проекта устава ломбарда представила окончательный вариант документа. Этот устав был утверждён правительством лишь в декабре 1886 года, а опубликован — в январе 1887 года.

В апреле 1887 года городская дума избрала комиссию, которая обсуждала вопросы о составе и порядке ломбардного управления, выработке форм документации, определении залогового процента, плате за страхование вещей и неустойке за невыкуп проданного залога. К июню этот проект был готов. 

Однако с открытием ломбарда вновь возникли финансовые трудности, поскольку городская касса испытывала недостаток финансовых средств и даже не могла выдать те деньги, которые Х. С. Леденцов пожертвовал ещё в 1885 году. Процесс открытия стал затягиваться. В этих условиях летом 1888 году Х. С. Леденцов, который был сторонником как можно быстрого открытия ломбарда, выделил городской думе ссуду в 5 тыс. рублей. 22 августа 1888 года был избран распорядитель ломбарда (К. Я. Яковлев), а 15 октября Вологодский городской ломбард наконец был открыт.

## Деятельность ломбарда

### Помещение
Первоначально для ломбарда была предоставлена квартира сторожа городского банка (в здании Вологодской городской думы), а кладовая располагалась в строящемся здании архива городской управы. Однако скоро обнаружилось, что и то, и то другое помещение были слишком тесны для деятельности ломбарда. В итоге ревизионная комиссия категорически высказалась за необходимость расширения помещения ломбарда и кладовой, а также за постройку каменной кладовой. Новое помещение было выделено ломбарду лишь в 1894 году рядом со зданием Вологодской городской думы. В этом здании ломбард проработал вплоть до своего закрытия.

### Штат
В год основания штат работников ломбарда был небольшой. Было решено ограничиться одним распорядителем, который должен был нанимать одного писца (для делопроизводства и отчётности) и одного сторожа или артельщика. Для этого распорядителю было определено 500 рублей. 

Однако поскольку ломбард с каждым годом становился всё рентабельнее, а штат работников оказался недостаточным, уже в 1890 году было нанято ещё 2 писца, а в 1896 году установлена должность кассира. К 1913 году штат ломбарда состоял уже из 12 человек:
- распорядитель
- кассир
- бухгалтер
- конторщики (5 человек)
- сторожа (3 человека)
- дворник[3][4].

График работы ломбарда в будни был следующим: 10:00-15:00 и 18:00-20:00. Воскресные и праздничные дни считались выходными. В предпраздничные дни ломбард работал с 9:00 до 14:00, а в летние месяцы — с 9:00 до 15:00.

Вопросы об избрании распорядителя, бухгалтера, кассира, а также изменение жалования решались исключительно городской думой. А члены городской управы в составе не менее трёх гласных ежемесячно проводила проверки деятельности ломбарда. Результаты ревизий обсуждались на заседании городской думы.

### Ссуда
Ссудный процент был определён в размере 1 % в месяц и сверх того 0,5 % в месяц за страхование закладов.
Преимущественно выдавались мелкие ссуды в размере 2-5 рублей, за которыми как правило обращалось бедное население. Основными клиентами ломбарда (50-60 %) являлись крестьяне Вологодского, Кадниковского и Грязовецкого уездов.

Количество обращений за ссудами в первые годы деятельности ломбарда превзошло все ожидания. Каждый операционный день в ломбард обращалось около 250—350 человек, в некоторые дни и до 500 человек. При таком скоплении людей и тесноте помещения ломбард вынужден был впускать в помещение не всех людей, а по очереди. Наибольший наплыв клиентов наблюдался перед Рождеством, Масленицей и Пасхой. Чаще всего ссуды брали весной во время посевной кампании, а выкупали — соответственно осенью после сбора урожая.

### Капитал
Первый год деятельности вологодского ломбарда выявил, что наличного капитала оказалось недостаточно для осуществления своей деятельности в силу огромного количества обращений за ссудами. Оборот первого отчётного года выглядел следующим образом: выдано ссуд — на 39,756 рублей, выкуплено и продано — на 26,148 рублей, остаток выданными на следующий год — 13,608 рублей.

В этих условиях для поиска оборотных средств с разрешения городской думы ломбард вынужден был прибегнуть к заимствованию 10 тысяч рублей из капитала купца Т. Е. Колесникова, выделенного на содержание бесплатной столовой для бедных города Вологды, с уплатой процентов на содержание этой столовой.

Однако и этих 10 тысяч рублей оказалось недостаточно и 8 декабря 1889 года Собрание городской думы, ожидая весной наплыв клиентов, постановило просить губернское земство о дополнительной ссуде в 10 тысяч рублей. 22 февраля 1890 губернское земство предоставило эту ссуду. В 1894 Вологодский городской общественный банк выделил ломбарду кредит в размере 40 тысяч рублей, а в 1910 году сумма кредита была увеличена до 60 тысяч рублей. Кроме того ломбарду разрешали краткосрочные займы частных лиц. В итоге, к 1913 году занятый капитал составил около 200 тыс. рублей.

Сам ломбард уже через год стал рентабельным учреждением. Если в первый год своей деятельности всю свою прибыль ломбард потратил на зарплату своим работникам и на уплату процентов за позаимствованные капиталы, то уже через год у ломбарда появилась чистая прибыль, которая к 1912 году составила 64866 рублей.
(См. отчёт)

### Съезд ломбардов
В 1898 году Саратовский городской ломбард инициировал вопрос о проведении всероссийского съезда распорядителей ломбардов. Съезд было решено провести в Вологде, поскольку этому городу принадлежала инициатива открытия первого ломбарда, а действующие по всей России ломбарды работали на основе вологодского устава. 1 июля 1899 года состоялся открытие этого съезда. Сам съезд продолжался 5 дней, на нём решались вопросы, связанные с практической деятельностью городских ломбардов.

## Закрытие
В годы Гражданской войны была подорвана кредитная и финансовая система страны. Проводившаяся политика «военного коммунизма» препятствовала развитию ссудно-залоговых отношений, рассматривая их как «буржуазные». После национализации всей банковской системы страны 14 декабря 1917 года советская власть приступила к систематической ликвидации различных кредитных учреждений, в том числе и ломбардов. Городские ломбарды закрывались, как правило, постановлением местных горсоветов. Ликвидация Вологодского городского ломбарда произошла 21 марта 1919 года постановлением объединённого исполкома Совета рабочих, крестьянских и красноармейских депутатов города Вологды и Вологодского уезда.